# الكوب (أنبوب للتدخين)
الكوب ويعرف باسم كوب الحكمة أو كوب تشيلوم، وهو نوع من أنابيب تدخين القنب، يستخدم عادة من قبل أعضاء حركة الراستافارية الجامايكية.  وهو نوع من أنابيب المياه المستخدمة للتدخين.

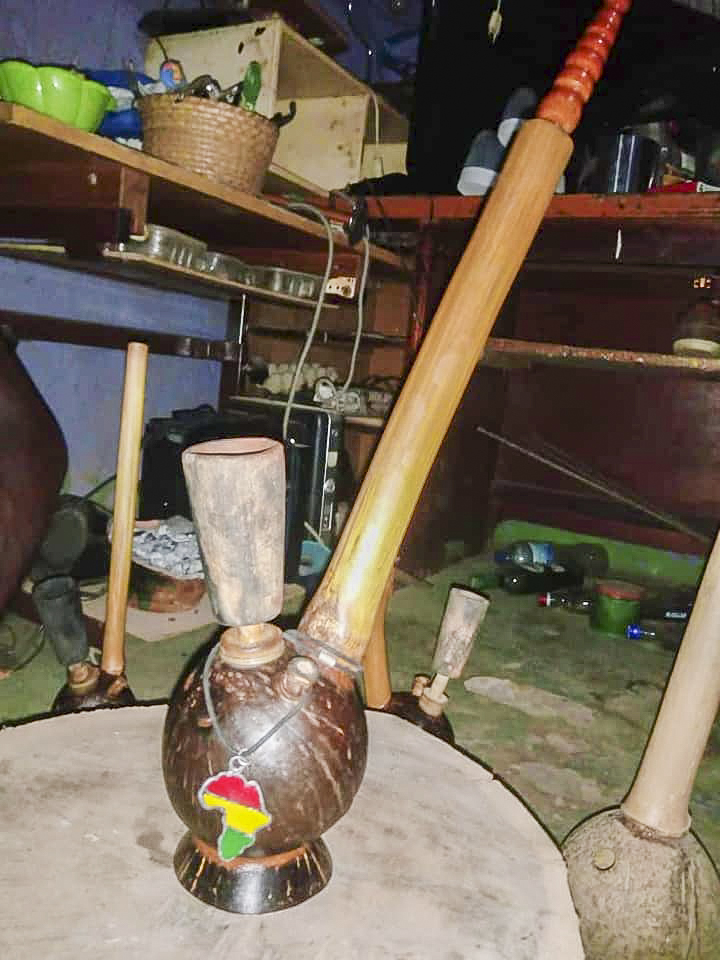
الكأس

## تصميم
هو نوع من أنابيب المياه المزودة بخرطوم أو أنبوب سحب يستخدم للاستنشاق، حيث يبرد الماء ويصفي الدخان. يوفر الخرطوم مجالًا جويًا إضافيًا للتبريد، وتعمل الشاشة المدمجة في الحفرة على ردع وحماية القطعه من دخول الجزيئات المحترقة والتي تؤدي لانسداد الجزء الداخلي.  كما يتم تقطيع الماريجوانا جيدًا ووضعها فوق مخروط من الطين يسمى "كوتشي".

## الممارسة الروحية
تستخدم عادة كلمة الكوب للإشارة إلى الماريجوانا نفسها، والتي يعتبرها بعض الراستافاريين ذات أهمية دينية محددة لإعتقادهم بأنها هدية من جاه.  يشير مصطلح "لعق الكأس" إلى تواصل الراستا مع جاه.  كما تجتمع مجموعة من الممارسين في اجتماع جماعي، يُعرف باسم "التأريضات"، حيث تُتلى الصلاة، وتُضاء الكأس وتمرر عكس اتجاه عقارب الساعة بين المجموعة. الهدف من هذا الطقس هو تنقية المياه باسم الكوب، استنادًا إلى اقتباس من الكتاب المقدس في سفر التثنية، حيث يتم تقديم الشكر والثناء لجاه قبل تدخين الفلفل الحار.

## إليكم أيضاً
تشيلوم (الأنبوب)